# Marin (profession)
Pour les articles homonymes, voir Marin.
Un marin est une personne dont la profession est de naviguer sur les mers et les océans. Il existe plusieurs types de professions maritimes utilisant le terme « marin » : marin pêcheur, marin du commerce, marin d'État (marine militaire), et marin à la plaisance.

## Types de métiers

### Marin pêcheur

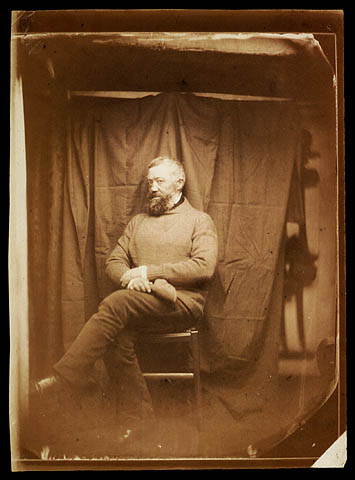
Portrait d'un marin de l'aviso l'Ardent, 1857.

En France, ils sont regroupés dans une organisation : Comité national des pêches maritimes et des élevages marins (CNPMEM), divisés en 14 comités régionaux (CRPMEM) et 39 comités locaux (CLPMEM).
Il existe plusieurs sortes de pêches maritimes : la pêche industrielle et la pêche artisanale qui comprend deux catégories : la pêche au large et la pêche côtière. En France, la pêche artisanale est définie comme suit : un patron pêcheur et armateur propriétaire d'un ou deux bateaux au maximum, de moins de 25 mètres et nécessairement embarqué à bord de l'un d'eux.
Sur un bateau de pêche artisanale travaillent des marins pêcheurs ayant différentes fonctions : le patron pêcheur étant parfois l'armateur lui-même, puis il y a les matelots qui selon l'importance du bateau tiennent des postes plus ou moins définis, comme matelot mécanicien et matelot du pont.
Les pêcheurs professionnels sont généralement rémunérés à la part c’est-à-dire suivant le produit de la pêche qui est acheté soit sur les criées, ou directement par les mareyeurs, poissonniers, restaurateurs et clients. Le montant du produit de la pêche est réparti généralement en deux moitiés : une moitié pour l'armement, une autre pour l'équipage. Il existe en France quelques armements industriels (à Boulogne-sur-Mer, à Concarneau, à Saint-Malo…), mais l'immense majorité des navires de pêche français sont qualifiés d'artisan : l'armateur est parfois embarqué et joue le rôle de patron de pêche. Dans de nombreux ports, les artisans se sont organisés en coopératives.
Une autre organisation existe depuis le XVIIe siècle, seulement en mer Méditerranée, celle des Prud'homie de pêcheurs qui s'apparentent aux « Cofradias » en Espagne. Chaque prud'homie de pêcheurs regroupe les pêcheurs d'un même port pour former une communauté respectueuse des règlementations en vigueur ainsi que de celles édictées ensemble ; ces dernières ont toujours tenu compte du respect de l'environnement et des ressources ; la notion de partage de ces ressources est essentielle.
Ces marins peuvent embarquer sur des bateaux qui sont armés en France dans les genres de navigation suivants : petite pêche (< 24 heures), pêche côtière (< 4 jours), pêche au large (ou pêche hauturière) (< 20 jours), ou grande pêche (> 20 jours). Ces genres de navigation sont fonction de la durée d'absence du port et de la jauge des bateaux.
La première femme marin-pêcheur en France est l'écrivaine Sonia de Borodesky, à la suite de l'abrogation de la loi Colbert en 1963.
Sur les 25 000 marins pêcheurs en activité, plus de mille se blessent chaque année et une dizaine meurent selon les chiffres ministériels. La fatigue est l'un des principaux facteurs d'accident à bord. D'après la psychologue et chercheuse Camille Jégo, les réminiscences de situations traumatiques sont fréquentes chez les pécheurs : « Dans ce secteur, le taux d'état de stress post-traumatique est proche de celui de population à risque, comme les militaires ou les pompiers. Tout au long de leur carrière, les marins sont confrontés à une répétition de situations traumatogènes : accidents, corps repêchés, naufrages, ou encore piraterie. »

### Marin de commerce

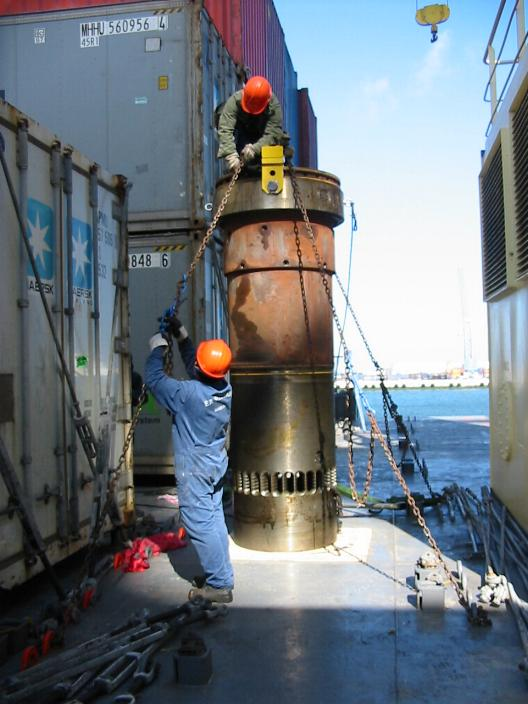
Saisissage d'une chemise de moteur sur le pont d'un porte-conteneurs

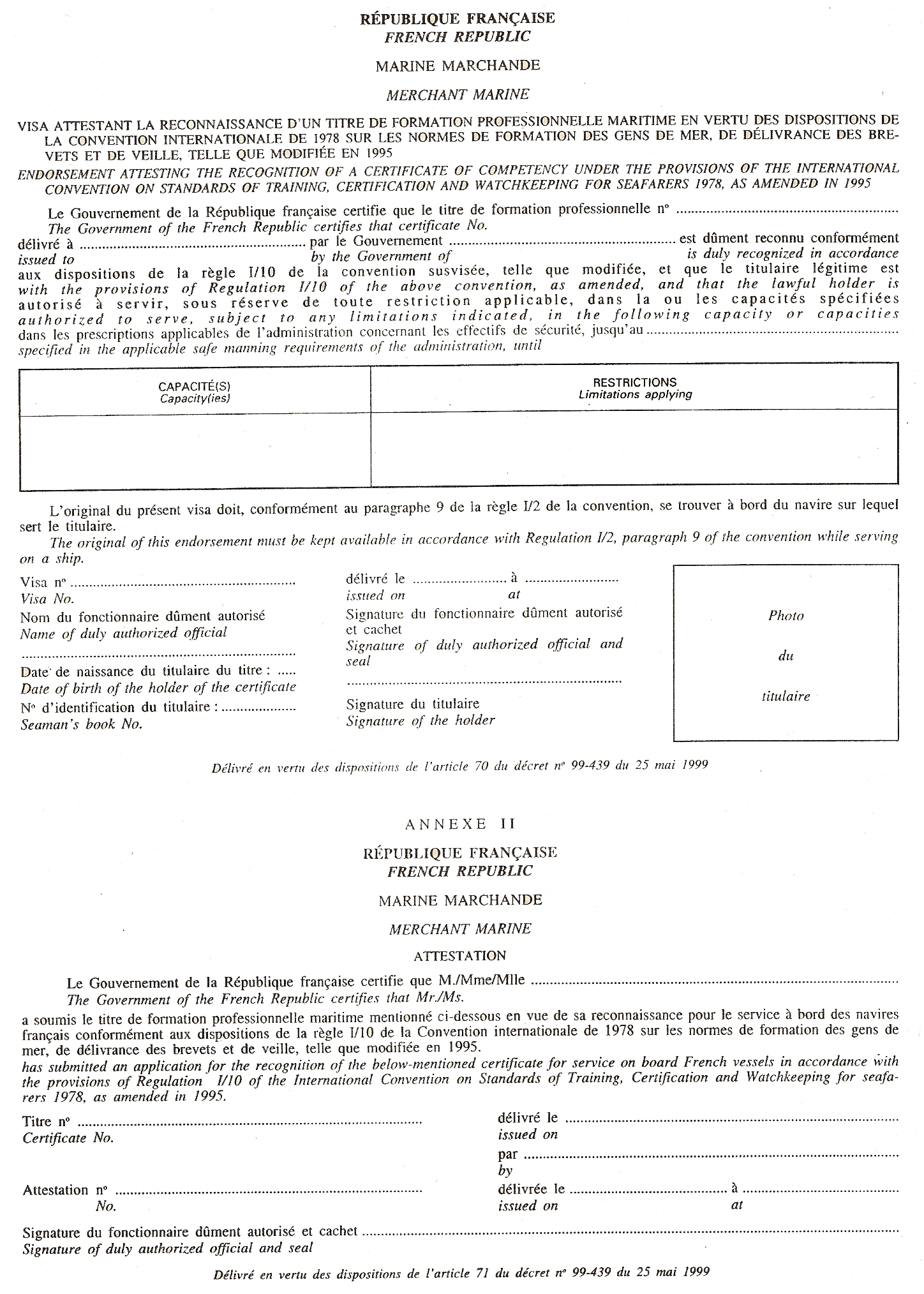
Titre de marin professionnel

Le marin de commerce occupe un emploi dans la marine marchande sur un navire de charge, un navire à passagers, un navire de services ou un navire spécialisé. Les études menant à la profession de marin de commerce sont régies internationalement par la convention STCW de l'Organisation maritime internationale.
En France, les cours sont dispensés dans les lycées maritimes et dans les Écoles nationales de la marine marchande. Les candidats à cette profession sont soumis à une visite médicale d'aptitude à la navigation, ce certificat est délivré par un médecin des gens de mer dans les divers quartiers des affaires maritimes. L'entrée dans la profession est sujette à la production d'un extrait de casier judiciaire (bulletin no 3) vierge. Autrefois, il existait des voiliers-école de la marine marchande dont la France garde encore le témoignage avec le trois-mâts Duchesse Anne à Dunkerque.
Le métier comporte de nombreux rangs et spécialités parmi lesquelles on peut citer : capitaine de navire, second capitaine, Commissaire, subrécargue, lieutenant de navigation, chef mécanicien, second mécanicien, officier mécanicien, bosco (maître d'équipage), maître électricien, maître machine, ouvrier mécanicien, matelot, cuisinier, pilote...
La plupart de ces spécialités peuvent être exercées dans une navigation au long cours, au cabotage international, au cabotage national, à la navigation côtière (exemple: remorquage), au pilotage.

### Marin d'État

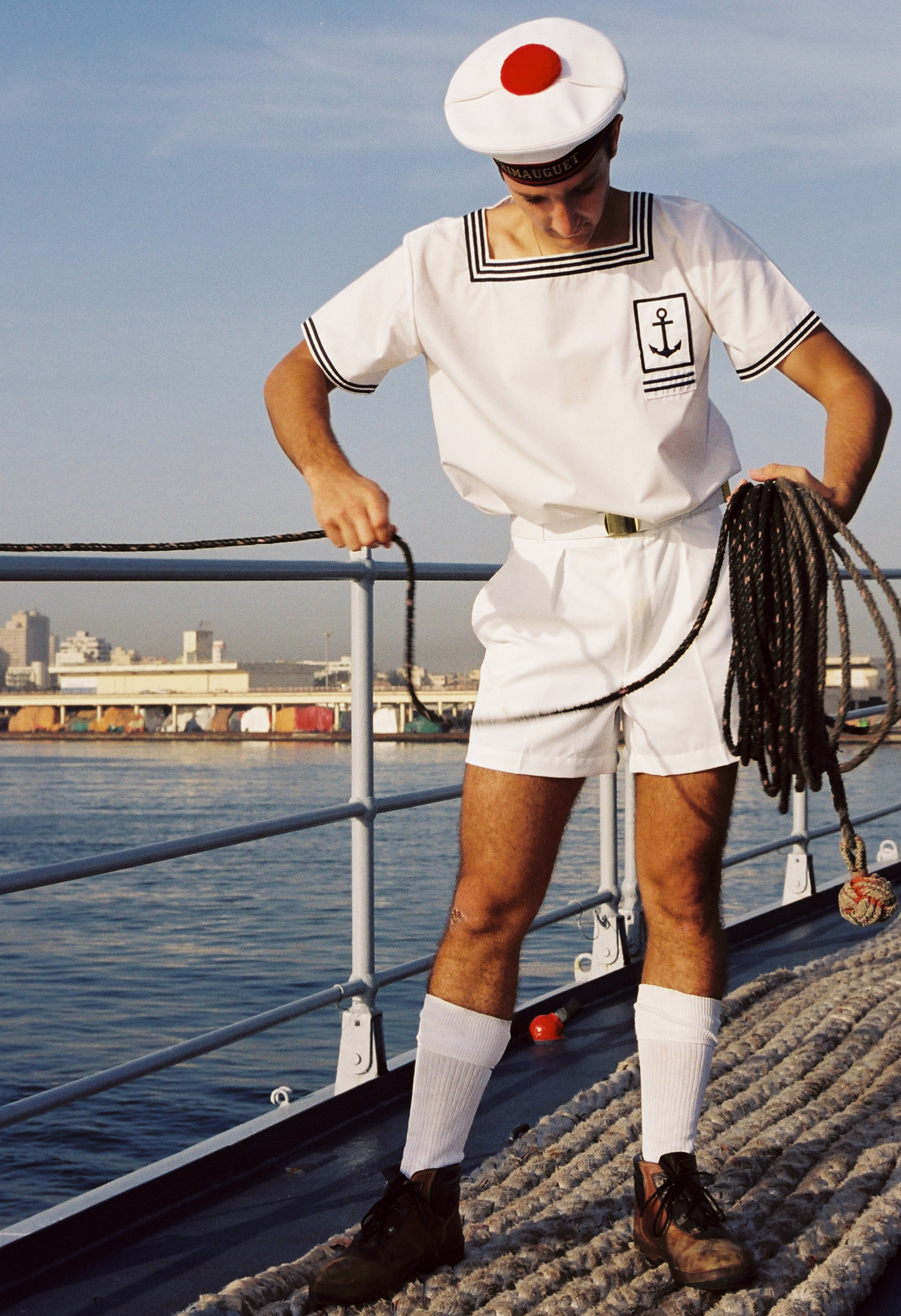
Quartier-maître de la Marine nationale lovant une touline.

Un marin d'État ou marin militaire est une personne servant dans la marine de guerre de son pays.

### Marin à la plaisance
L'essor de la navigation de plaisance, essentiellement depuis le milieu du XIXe siècle, a d'abord conduit des gens très fortunés à acquérir ou faire construire des bateaux de grande taille qu'ils étaient incapables de barrer seuls (le Belem, pendant sa seconde vie, fut un navire de plaisance). Une profession est ainsi née de cette demande de personnel qualifié mais, globalement, ce furent des marins pêcheurs ou au commerce qui eurent une période de leur existence à la plaisance. En France, des brevets professionnels sont maintenant obligatoires pour occuper ces postes.
Les marins non professionnels pratiquant la navigation pour leur loisir sont dénommés plaisanciers (dénomination non péjorative signifiant personne naviguant dans un but destiné à l'agrément). Ce loisir qu'il soit sportif ou non est de plus en plus pratiqué, à tel point que les places disponibles pour les bateaux dans le ports de plaisance de certains pays deviennent de plus en plus rares. Il est fréquent de devoir attendre 4 années pour l'obtention d'une place de ponton ou d'un mouillage (sur coffre) dans un port de plaisance français. Cette navigation est également soumise à une règlementation, l'obtention de permis est également exigée pour les bateaux à moteur.

### Marin mécanicien
L'essor des machines à vapeur au début du XIXe siècle a créer de nouveaux métiers au sein des navires. Ces nouveaux navires militaires comme le Napoléon ont permis l'ouverture des cales aux ingénieures et marins spécialisés dans la mécanique des engins à vapeur. La maintenance était un domaine inconnu pour le marin habitué des voiliers. Le bâtiment naviguant grâce au vent et à la vapeur, ses métiers devinrent primordiaux... Deux mondes voués à la compétition interne, les marins et les ingénieures / mécaniciens se disputant souvent, le terme « gueule d'houille » fut inventé pour dénigrer les hommes travaillant face aux chaudières et à la noirceur du charbon.

## Dans la culture populaire

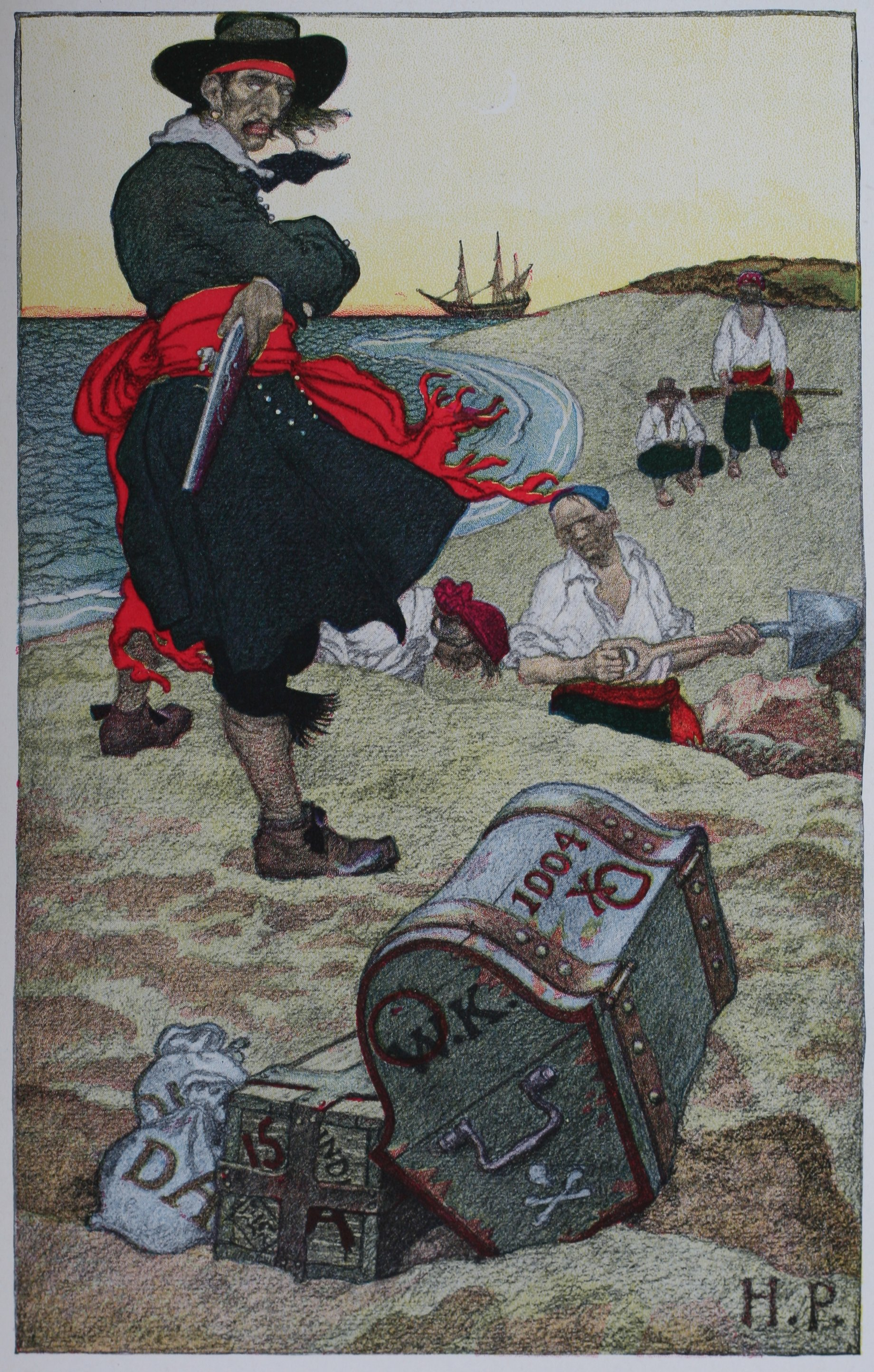
Trésor enfoui. Howard Pyle, Book of Pirates.

Dans la littérature et le folklore populaire, les marins sont représentés par divers personnages emblématiques : le Capitaine, le « cuistot », le mousse, le vieux loup de mer ou le corsaire qui sont confrontés aux pirates, aux sirènes, aux créatures marines géantes ou aux tempêtes avant d'échouer sur des îles désertes où il y a de fortes probabilités pour qu'ils découvrent un « coffre au trésor » enfoui dans le sol par les pirates grâce à une « carte au trésor » plus ou moins codée.

## Personnages fictifs
- Capitaine Haddock
- Sinbad le marin
- Capitaine Jack Aubrey
- Corto Maltese, par Hugo Pratt
- Popeye